# Gonionotophis egbensis
Espèce
Synonymes
- Mehelya egbensis Dunger, 1966

Statut de conservation UICN

 DD  : Données insuffisantes
Gonionotophis egbensis est une espèce de serpents de la famille des Lamprophiidae.

## Répartition
Cette espèce est endémique du Nigeria.

## Publication originale
- Dunger, 1966 : A new species of the colubrid genus Mehelya from Nigeria. American Museum Novitates, n. 2268, p. 1-8 (texte intégral).